# Carlos Mosibe
Carlos Mosibe Deudjeu (ur. 12 marca 1991) – piłkarz z Gwinei Równikowej grający na pozycji bramkarza. Jest zawodnikiem klubu Atletico Malabo.

## Kariera reprezentacyjna
W 2015 roku Mosibe został powołany do kadry na Pucharu Narodów Afryki 2015. Był na nim trzecim bramkarzem i nie wystąpił ani razu. Z Gwineą Równikową zajął 4. miejsce.